# Evangelical Magazine
Evangelical Magazine — ежемесячный журнал, издававшийся в Лондоне с 1793 по 1904 год и ориентированный на христиан-кальвинистов. Его поддержали евангелические члены англиканской церкви и нонконформисты с аналогичными убеждениями. Его редакционная линия включала большой интерес к миссионерской работе.

## Начало издания
Джон Эйр, англиканец, сыграл значительную роль в основании журнала Evangelical Magazine и работая в качестве его редактора до 1802 года. Роберт Калбертсон был вовлечён в ранние годы развития журнала и был редактором. Уильям Кингсбери внёс свой вклад с самого начала. Джон Таунсенд (1757–1826) был сторонником; Эдвард Уильямс был ещё одним основателем и редактором.
В 1802 году начал выходить «Христианский обозреватель». Он обслуживал англикан-евангелистов, и с этого момента журнал Evangelical Magazine перешёл в руки конгрегационалистов.

## Редакционная преемственность
- 1803–1826 Джордж Бердер[англ.][8]
- ок. 1827–1857 Джон Морисон[англ.][9]
- 1877–1882 Генри Роберт Рейнольдс[англ.][10]

Преемник с 1905 года — Evangelical British Missionary.

## Художники-портретисты
- Уильям Томас Фрай[англ.], гравер[12]
- Генри Рум[англ.], живописец[13]